# Извор (Бабушница)
Извор је насеље у Србији у општини Бабушница у Пиротском округу. Према попису из 2022. било је 157 становника.
Насељесе налази недалеко од Бабушнице поред пута Бела Паланка—Бабушница. Кроз насеље протиче река Лужница.
Према турском попису нахије Ниш из 1516. године, место је било једно од 111 села нахије и носило је исти назив као данас, а имало је 6 кућа.

## Демографија
У насељу Извор живи 228 пунолетних становника, а просечна старост становништва износи 50,1 година (48,5 код мушкараца и 51,5 код жена). У насељу има 96 домаћинстава, а просечан број чланова по домаћинству је 2,74.
Ово насеље је великим делом насељено Србима (према попису из 2002. године), а у последња три пописа, примећен је пад у броју становника.
|  |

| Демографија | Демографија | Демографија |
| Година      | Становника  | Становника  |
| ----------- | ----------- | ----------- |
| 1948.       | 967         |             |
| 1953.       | 923         |             |
| 1961.       | 717         |             |
| 1971.       | 592         |             |
| 1981.       | 439         |             |
| 1991.       | 344         | 339         |
| 2002.       | 263         | 263         |
| 2011.       | 210         |             |
| 2022.       | 157         |             |

| Година пописа     | 1948. | 1953. | 1961. | 1971. | 1981. | 1991. | 2002. |
| ----------------- | ----- | ----- | ----- | ----- | ----- | ----- | ----- |
| Број домаћинстава | 142   | 147   | 149   | 166   | 146   | 123   | 96    |

| Број чланова      | 1  | 2  | 3 | 4  | 5 | 6 | 7 | 8 | 9 | 10 и више | Просек |
| ----------------- | -- | -- | - | -- | - | - | - | - | - | --------- | ------ |
| Број домаћинстава | 28 | 33 | 6 | 12 | 5 | 8 | 3 | 0 | 1 | 0         | 2,74   |

| Пол    | Укупно | Неожењен/Неудата | Ожењен/Удата | Удовац/Удовица | Разведен/Разведена | Непознато |
| ------ | ------ | ---------------- | ------------ | -------------- | ------------------ | --------- |
| Мушки  | 115    | 26               | 74           | 14             | 1                  | 0         |
| Женски | 120    | 13               | 77           | 25             | 2                  | 3         |
| УКУПНО | 235    | 39               | 151          | 39             | 3                  | 3         |

| Пол    | Укупно                    | Пољопривреда, лов и шумарство | Рибарство                            | Вађење руде и камена | Прерађивачка индустрија       |
| ------ | ------------------------- | ----------------------------- | ------------------------------------ | -------------------- | ----------------------------- |
| Мушки  | 45                        | 11                            | 0                                    | 0                    | 9                             |
| Женски | 33                        | 4                             | 0                                    | 0                    | 18                            |
| УКУПНО | 78                        | 15                            | 0                                    | 0                    | 27                            |
| Пол    | Производња и снабдевање   | Грађевинарство                | Трговина                             | Хотели и ресторани   | Саобраћај, складиштење и везе |
| Мушки  | 4                         | 8                             | 8                                    | 0                    | 0                             |
| Женски | 0                         | 0                             | 5                                    | 1                    | 0                             |
| УКУПНО | 4                         | 8                             | 13                                   | 1                    | 0                             |
| Пол    | Финансијско посредовање   | Некретнине                    | Државна управа и одбрана             | Образовање           | Здравствени и социјални рад   |
| Мушки  | 0                         | 0                             | 3                                    | 0                    | 1                             |
| Женски | 0                         | 0                             | 1                                    | 1                    | 3                             |
| УКУПНО | 0                         | 0                             | 4                                    | 1                    | 4                             |
| Пол    | Остале услужне активности | Приватна домаћинства          | Екстериторијалне организације и тела | Непознато            | Непознато                     |
| Мушки  | 0                         | 0                             | 0                                    | 1                    | 1                             |
| Женски | 0                         | 0                             | 0                                    | 0                    | 0                             |
| УКУПНО | 0                         | 0                             | 0                                    | 1                    | 1                             |

| Етнички састав према попису из 2002.‍ | Етнички састав према попису из 2002.‍ | Етнички састав према попису из 2002.‍ | Етнички састав према попису из 2002.‍ | Етнички састав према попису из 2002.‍ |
| ------------------------------------ | ------------------------------------ | ------------------------------------ | ------------------------------------ | ------------------------------------ |
|                                      |                                      |                                      |                                      |                                      |
| Срби                                 | Срби                                 |                                      | 257                                  | 97,71%                               |
| Југословени                          | Југословени                          |                                      | 6                                    | 2,28%                                |

| Етнички састав према попису из 2022.‍ | Етнички састав према попису из 2022.‍ | Етнички састав према попису из 2022.‍ | Етнички састав према попису из 2022.‍ | Етнички састав према попису из 2022.‍ |
| ------------------------------------ | ------------------------------------ | ------------------------------------ | ------------------------------------ | ------------------------------------ |
|                                      |                                      |                                      |                                      |                                      |
| Срби                                 | Срби                                 |                                      | 146                                  | 93%                                  |
| Роми                                 | Роми                                 |                                      | 9                                    | 5,7%                                 |

## Галерија
- Центар
- Улица
- Куће поред пута
- Излаз из насеља
- Сеоске помоћне зграде, "плевње", поред пута.
- Врело у селу